# Gooische Hockey Club
Dit overzicht is mogelijk incompleet; u kunt helpen door het uit te breiden.
Gooische Hockey Club (afgekort als GHC) is een hockeyclub uit Bussum. In het verleden werd de club soms kortweg Gooi genoemd, tegenwoordig Gooische.

## Geschiedenis
De GHC is opgericht in 1901 en is daarmee een van de oudste hockeyclubs Nederland. In 1953 werden de dames landskampioen. De hoofdsponsor is Rabobank.
De club lag tot en met 2022 op Hilversums grondgebied. Na de oplevering in 2022 van het nieuwe clubhuis op dezelfde locatie, is de club op 1 januari 2023 met de bĳbehorende grond verhuisd naar Bussum in de gemeente Gooise Meren. De meeste leden komen uit Bussum en Naarden.